# Virustotal
VírusTótal — служба, що перевіряє підозрілі файли та полегшує швидке виявлення вірусів, хробаків, троянів і всіх видів шкідливих програм, що визначаються антивірусами. VirusTotal нагороджений Американським виданням РС World Magazine, як один зі 100 найкращих продуктів 2007 року.

## Опис
VirusTotal, як програмне забезпечення належить корпорації Alphabet, що володіє пошуковою системою Google.
Служба є повністю безкоштовною, не примушуючи користувача ні до прямих, ні до непрямих витрат.
Результати перевірок файлів службою не залежать від якогось одного виробника антивірусів. У VirusTotal використовується декілька десятків антивірусних систем, що дозволяє робити надійніший висновок про безпеку файлу порівнюючи з якимось одним продуктом. Це дозволяє виявляти помилкові спрацьовування якогось одного антивірусу, або навпаки, неспрацьовування на свіжий штам, можливо, вже внесений іншими виробниками у свої бази.
Усі використовувані службою антивірусні бази постійно оновлюються. У підсумках перевірки вказуються дати останніх оновлень усіх баз.
Чудовою можливістю VirusTotal є визначення вже перевірених файлів за їхніми хешами. Після завантаження файлу система обчислює його хеш і, за наявності результатів перевірки файлу, що має однаковий хеш, одразу видасть їх користувачеві, зі вказівкою всіх деталей, зокрема дати перевірки. При цьому можливо повторити перевірку з поточними оновленнями баз.
Служба постійно розвивається, підключаються нові противірусні рушії.
За відомостями інтернет-ресурсів з питань безпеки, VirusTotal надсилає підозрілі файли виробникам антивірусів для перевірки.

## Обмеження служби
Попри всі переваги мережевої перевірки, служба в жодному випадку не замінює антивірус на локальному комп'ютері, про що прямо заявляють творці проєкту.

## Недоліки служби
- Статистика на сайті показується «як є», немає ні засобів, ні можливостей для її розбору.